# Primeira Batalha de Bengasi
A Primeira Batalha de Bengasi ocorreu como parte da Guerra Civil Líbia de 2011 entre as unidades do exército líbio e milicianos leais ao líder Muammar Gaddafi e as forças anti-Gaddafi em fevereiro de 2011. A batalha ocorreu principalmente em Bengasi, a segunda maior cidade da Líbia, com conflitos relacionados ocorrendo nas cidades vizinhas de Bayda e Derna. Na própria Bengasi, a maior parte dos combates ocorreram durante um cerco do complexo de Katiba, controlado pelo governo. 